# نورچی
نورچی (به ایتالیایی: Nureci) یک کومونه در ایتالیا است که در استان اریستانو واقع شده‌است.

## خصوصیات
نورچی ۱۲٫۹ کیلومترمربع مساحت و ۳۷۹ نفر جمعیت دارد.